# Бела ружа
Бела ружа била је ненасилна, интелектуална група отпора у нацистичкој Немачкој коју је предводило пет студената (и један професор) на Универзитету у Минхену: Вили Граф, Курт Хубер, Кристоф Пробст, Александар Шморел, Ханс и Софи Шол . Група је спровела анонимну кампању летака и графита који су позивали на активно супротстављање нацистичком режиму. Њихове активности су почеле у Минхену 27. јуна 1942; окончани су хапшењем главне групе од стране Гестапоа 18. фебруара 1943. Они, као и други чланови и присталице групе која је наставила са дистрибуцијом памфлета, суочили су се са суђењима пред нацистичким народним судом ( Volksgerichtshof ); многи од њих су осуђени на смрт или затвор.
Ханс и Софи Шол, као и Кристоф Пробст погубљени су гиљотином четири дана након хапшења, 22. фебруара 1943. године. Током суђења, Софи је више пута прекидала судију. Ниједан оптужени није имао прилику да говори.
Група је писала, штампала и на почетку дистрибуирала своје памфлете у ширем региону Минхена. Касније су тајни носачи доносили копије у друге градове, углавном у јужним деловима Немачке. У јулу 1943, савезнички авиони су бацили свој шести и последњи летак над Немачком са насловом Манифест минхенских студената. Бела ружа је написала укупно шест летака, који су умножени и раширени, у укупно око 15.000 примерака. Они су осудили злочине и угњетавање нацистичког режима и позвали на отпор. У свом другом летку отворено су осудили прогон и масовна убиства Јевреја . У време хапшења, чланови Беле руже су тек били на путу да успоставе контакте са другим немачким групама отпора као што су Креисау круг или Schulze-Boysen/Harnack група Црвеног оркестра . Данас је Бела ружа добро позната како у Немачкој тако и широм света.

## Чланови и присталице
Језгро Беле руже чинили су студенти са Универзитета у Минхену : Ханс Шол, Александар Шморел, Вили Граф, Кристоф Пробст и Курт Хубер, професор филозофије и музикологије. Хансова сестра, Софи, касније је постала главни члан Беле руже. Подржали су их други људи, укључујући: Отл Аицхер, Вили Хаберман („Грого“), Теодор Хекер, Анелиз Граф, Траут Лафренц, Катарина Шидекопф, Лизелот „Лило“ Рамдор, Јирген Витенштајн, Фалк Харнак, Марие-Луисе Јан, Вилхем Гејер, Манфред Ејкмајер, Јозеф Шонген, Хајнрих Гутер, Хајнрих Болингер, Вилхелм Болингер, Хелмут Бауер, Харалд Дорн, Ханс Конрад Лајпелт, Гизела Шертлинг, Руди Алт, Михаел Бринк, Лило Драјфелд, Јозеф Фуртмајер, Гинтер Амон, Фред Тилер и Волфганг Јегер. Већина је била у раним двадесетим. Вилхелм Гејер је научио Александра Шморела како да направи шаблоне од лима који се користе у кампањи за графите. Еуген Гримингер из Штутгарта је финансирао њихове операције. Гримингер је ухапшен 2. марта 1943. године, осуђен на десет година затвора због велеиздаје од стране „Народног суда“ 19. априла 1943. и затворен у затвору у Лудвигзбургу до априла 1945. године. Његова супруга Џени убијена је у логору за истребљење Аушвиц-Биркенау, вероватно 2. децембра 1943. године. Гримингерова секретарица Тили Хан је допринела сопственим средствима и била је посредник за Гримингер и групу у Минхену. Често је носила залихе као што су коверте, папир и додатна машина за умножавање из Штутгарта у Минхен. Поред тога, група студената у граду Улму поделила је известан број летака групе и ухапшени су и суђено им је са групом из Минхена. Међу овом групом били су и пријатељица Софи Шол из детињства Сузан Хирзел и њен брат тинејџер Ханц Хирзел и Франц Јозеф Милер. У Хамбургу, група студената укључујући Рејнхолда Мејера, Алберта Шура, Хајнца Кучарског, Маргарету Рот, Бруна Химпкампа, Рудолфа Дегвица (јуниора), Урсулу Де Бур, Ханолору Вилбрант, Карла Шнајдера, Илсе Ледјен, Ева вон Думрајхер, Доротеа Зил, Апелес Собезко и Марију Лајпелт формирали су Белу Ружу Хамбург групу отпора против националсоцијалистичког режима и делила летке групе.

## Историјска и интелектуална позадина

### Немачка 1942. године
Преживели Бела ружа Јирген Витенштајн описао је како је било обичним Немцима да живе у нацистичкој Немачкој:
Влада – тачније партија – контролисала је све: медије, оружје, полицију, оружане снаге, правосуђе, комуникације, путовања, све нивое образовања од вртића до универзитета, све културне и верске институције. Политичка индоктринација је почела у врло раној младости, а настављена је помоћу Хитлерјугенда са крајњим циљем потпуне контроле ума. Деца су у школи подстицана да осуде чак и своје родитеље због погрдних опаски о Хитлеру или нацистичкој идеологији. - Џорџ Ј. Витенштајн, доктор медицине, „Сећања на белу ружу“, 1979
Делатност Беле руже почела је у јесен 1942. године. Ово је време било посебно критично за нацистички режим; након почетних победа у Другом светском рату, немачко становништво је постајало све више свесно ратних губитака и штета. У лето 1942. немачки Вермахт је припремао нову војну кампању на јужном делу источног фронта како би повратио иницијативу након њиховог ранијег пораза код Москве. Ова немачка офанзива је у почетку била веома успешна, али је застала у јесен 1942. године. У фебруару 1943. године, немачка војска је доживела велики пораз у Стаљинградској бици . За то време, аутори памфлета нису могли да буду откривени, нити су нацистичке власти могле да зауставе кампању. Када су Ханс и Софи Шол откривени и ухапшени док су делили летке на Универзитету Лудвиг Максимилијан у Минхену , режим је брутално реаговао. Како „Volksgerichtshof” није био везан за закон, већ вођен нацистичком идеологијом, његово деловање је у послератној Немачкој проглашено незаконитим. Дакле, погубљење чланова групе Бела ружа, између многих других, сматра се судским убиством .

### Друштвено порекло
Сви чланови основне групе имали су академску позадину као студенти на Универзитету у Минхену. Браћу и сестре Шол, Кристофа Пробста, Вилија Графа и Александра Шморела, одгајали су независно размишљајући и богати родитељи. Александар Шморел је рођен у Русији, а први језик му је био руски. Након што су се он и Ханс Шол спријатељили на универзитету, Александар је позвао Ханса у дом његових родитеља, где је Ханс почетком 1941. године упознао и Кристофа Пробста. Александар Шморел и Кристоф Пробст су били пријатељи још од школских дана. Пошто је Кристофов отац био разведен и поново се оженио женом Јеврејком, ефекти нацистичких Нирнбершких закона и нацистичке расне идеологије су од самог почетка утицали на Кристофов и Александров живот.

### Немачки омладински покрет и Хитлерјугенд
Идеје и мисли немачког омладинског покрета, основаног 1896. године, имале су велики утицај на немачку омладину почетком двадесетог века. Покрет је имао за циљ да обезбеди слободан простор за развој здравог живота. Заједничка особина различитих организација била је романтична чежња за нетакнутим стањем ствари и повратак старијим културним традицијама, са снажним нагласком на независном, неконформистичком размишљању. Пропагирали су повратак природи, братство и заједничке авантуре. Тхе Deutsche Jungenschaft vom 1.11.1929 (скраћено „дј1.11.“) био је део овог покрета младих, који је основао Еберхард Коебел 1929. године. Кристоф Пробст је био члан немачког омладинског покрета, а Вили Граф је био члан Neudeutschland („Нова Немачка“), и Grauer Orden („Сиви самостан“), које су биле илегалне католичке омладинске организације.
Омладинске организације Нацистичке партије преузеле су неке од елемената Омладинског покрета и ангажовале своје чланове у активностима сличним авантурама извиђача, али су их и подвргле идеолошкој индоктринацији. Неки, али не сви, чланови Беле руже са ентузијазмом су се придружили омладинским организацијама нацистичке партије: Ханс Шол се придружио Хитлерјугенду, а Софи Шол је била чланица Bund Deutscher Mädel . Чланство у обе партијске омладинске организације било је обавезно за младе Немце, иако је неколицина — као што су Вили Граф, Отл Ајхер и Хајнц Бренер — одбила да се придружи. Софи и Хансова сестра Инге Шол је известила о почетном ентузијазму младих људи за нацистичку омладинску организацију, на ужас њихових родитеља:
Али било је још нешто што нас је привукло тајанственом снагом и понело за собом: збијени редови марширајуће омладине са заставицама које су вијориле, очију уперених право напред, задржавајући време за бубњање и песму. Није ли овај осећај заједништва био надмоћан? Није изненађујуће што смо се сви ми, Ханс и Софи и остали, придружили Хитлерјугенду? Ушли смо у то душом и телом, и нисмо могли да схватимо зашто наш отац није одобравао, зашто није био срећан и поносан. Напротив, био је прилично незадовољан нама. — Инге Шол, Бела ружа
Омладинске организације, осим оних које је водила нацистичка партија, распуштене су и званично забрањене 1936. И Ханс Шол и Вили Граф ухапшени су 1937–38 због свог чланства у забрањеним организацијама Омладинског покрета. Ханс Шол се придружио Deutsche Jungenschaft 1. 11. 1934. када су он и други чланови Хитлерјугенда у Улму сматрали да су чланство у овој групи и Хитлерјугенду компатибилни. Ханс Шол је такође оптужен да је прекршио немачки закон против хомосексуализма, због истополне тинејџерске везе која датира из 1934–1935, када је Ханс имао само 16 година. Аргумент је делимично изграђен на раду Екарда Холера, социолога специјализованог за немачки омладински покрет, као и на транскриптима испитивања Гестапоа из хапшења 1937–38, и позивајући се на дискусију историчара Џорџа Мосеа о хомоеротски аспекти немачког "Bündische Jugend" Омладински покрет. Као што је Мосе навео, идеализоване романтичне привржености међу мушким младићима нису биле неуобичајене у Немачкој, посебно међу члановима "Bündische Jugend" удружења. Тврдило се да је искуство прогона можда навело и Ханса и Софи да се поистовете са жртвама нацистичке државе, пружајући још једно објашњење зашто су Ханс и Софи Шол прошли пут од ватрених вођа „Хитлер омладине“ до страствених противника нацистичке државе. нацистички режим.

### Религија
Група Бела ружа била је мотивисана етичким, моралним и верским разматрањима. Подржавали су и прихватали појединце свих позадина, и то није зависило од расе, пола, вере или старости. Потицали су из различитих верских средина. Вили Граф и Катарина Шудекопф су били побожни католици. Александар Шморел је био православни хришћанин . Траут Лафренц се држао концепата антропозофије, док је Еуген Гримингер себе сматрао будистом . Кристоф Пробст је крштен у католик тек непосредно пре погубљења. Његов отац Херман је номинално био католик, али и приватни проучавалац источњачке мисли и мудрости. У својим дневницима и писмима пријатељима, оба брата и сестре Шол су писали о свом читању хришћанских научника, укључујући Августина од Хипонских исповести  и Етјена Гилсона, о чијем су раду на средњовековној филозофији расправљали између осталих филозофских дела у оквиру своје мреже пријатеља. Шолови су читали проповеди Џона Хенрија Њумена, а Софи је дала два тома Њуманових проповеди свом дечку, Фрицу Хартнагелу, када је био распоређен на Источни фронт; писао јој је: „[Ми] знамо од кога смо створени и да стојимо у односу моралне обавезе према нашем творцу. Савест нам даје способност да разликујемо добро од зла." Ово је парафраза Њуманове проповеди „Сведочење савести“.

### Ментори и узори
Године 1941. Ханс Шол је прочитао копију проповеди отвореног критичара нацистичког режима, католичког бискупа Аугуста фон Галена, осуђујући политику еутаназије изражену у акцији Т4 (и проширио те исте године на нацистичке концентрационе логоре Акцијом 14ф13)  за који су нацисти тврдили да ће заштитити немачки генофонд. Ужаснута нацистичком политиком, Софи је добила дозволу да поново штампа проповед и дистрибуира је на Универзитету у Минхену.
Године 1940. Отл Ајхер је упознао Карла Мута, оснивача католичког часописа Хоцхланд . Отл је заузврат упознао Ханса Шола са Мутом 1941. У својим писмима Муту, Ханс је писао о својој све већој привлачности према католичкој хришћанској вери. И Ханс и Софи Шол били су под утицајем Карла Мута кога описују као дубоко религиозног и супротстављеног нацизму. Скренуо је пажњу браће и сестара Шол на прогон Јевреја, који је сматрао грешним и антихришћанским.
И Софи Шол и Вили Граф су присуствовали неким предавањима Курта Хубера на Универзитету у Минхену. Курт Хубер је међу својим студентима био познат по политичким инсинуацијама које је укључивао у своја универзитетска предавања, којима је критиковао нацистичку идеологију говорећи о класичним филозофима попут Лајбница . Први пут се сусрео са Хансом Шолом у јуну 1942. године, примљен је у делатност Беле руже 17. децембра 1942. и постао њихов ментор и главни аутор шестог памфлета.

### Искуство на Источном фронту Другог светског рата
Ханс Шол, Александар Шморел, Кристоф Пробст и Вили Граф били су студенти медицине. Њихове студије су редовно прекидане због услова обавезне службе као студентски војници у медицинском корпусу Вермахта на Источном фронту. Њихово искуство у том периоду имало је велики утицај на њихово размишљање, а такође је мотивисало њихов отпор, јер је довело до њиховог разочарања у нацистички режим. Александар Шморел, који је рођен у Оренбургу и одгајан од стране руских медицинских сестара, савршено је говорио руски, што му је омогућило директан контакт и комуникацију са локалним руским становништвом и њиховом невољом. Овај руски увид показао се непроцењивим током њиховог боравка тамо, и он је својим колегама члановима Беле руже могао да пренесе оно што други Немци који су долазили са источног фронта нису разумели или чак чули.
У лето 1942, Ханс, Александар и Вили су морали да служе три месеца на руском фронту заједно са многим другим студентима медицине са Универзитета у Минхену. Тамо су посматрали ратне страхоте, видели премлаћивање и друга малтретирања Јевреја од стране Немаца и чули о прогону Јевреја из поузданих извора. Неки су били сведоци зверстава рата на бојном пољу и против цивилног становништва на истоку. У писму својој сестри Анелизи, Вили Граф је написао: „Волео бих да сам био поштеђен погледа на све ово чему сам морао да присуствујем. Постепено, одвојеност је уступила место убеђењу да се нешто мора предузети. Није било довољно задржати своја уверења и етичке стандарде, али је дошло време да се делује.
Чланови Беле руже су били потпуно свесни ризика који су имали својим чиновима отпора:
Знао сам шта сам преузео на себе и био сам спреман да тако изгубим живот. — Из испитивања Ханса Шола.

## Порекло имена
Током испитивања Гестапоа, Ханс Шол је дао неколико објашњења за порекло имена „Бела ружа“ и сугерисао да га је можда изабрао док је био под емотивним утицајем истоимене песме немачког песника Клеменса Брентана из 19. века. Такође се спекулисало да је име преузето или из стиха кубанског песника Хозеа Мартија „Cultivo una rosa blanca“ или из романа Die Weiße Rose ( Бела ружа ) Б. Травена, који су имали Ханс Шол и Алекс Шморел обоје читају. Они су такође написали да је симбол беле руже требало да представља чистоту и невиност пред лицем зла.
Ако је Бела ружа заиста добила име по роману, сведочење Ханса Шола на испитивању је можда било намерно нејасно како би заштитио Јозефа Сенгена, антинацистичког књижара који је испоручио ову забрањену књигу. Сонген је члановима Беле руже обезбедио сигурно место за састанке за размену информација и добијање повремених финансијских прилога. Сонген је држао залихе забрањених књига скривених у својој радњи, а такође је сакрио памфлете када су били штампани.

## Акције: Леци и графити
Након искуства на Источном фронту, након што су сазнали за масовна убиства у Пољској и Совјетском Савезу, Ханс Шол и Александар Шморел су се осећали принуђеним да предузму акцију. Од краја јуна до средине јула 1942. написали су прва четири летака. Цитирајући опширно из Библије, Аристотела и Новалиса, као и Гетеа и Шилера, култних песника немачке буржоазије, позивали су се на оно што су сматрали немачком интелигенцијом, верујући да ће те људе лако уверити истим аргументима који су такође мотивисали сами аутори. Ови леци су остављани у телефонским именицима у јавним телефонским говорницама, слати професорима и студентима, а курирским службама одношени на друге универзитете ради дистрибуције. Од 23. јула до 30. октобра 1942, Граф, Шол и Шморел су поново служили на совјетском фронту, а активности су престале до њиховог повратка. У јесен 1942, Софи Шол је открила да је њен брат Ханс један од аутора памфлета и придружила се групи. Убрзо након тога, Вили Граф, а до краја децембра 1942, Курт Хубер су постали чланови Беле руже.
У јануару 1943. пети летак "Aufruf an alle Deutsche!" („Апел свим Немцима!“) произведен је у 6.000–9.000 примерака, користећи ручно покретану машину за умножавање . Од 27. до 29. јануара 1943. су га чланови и присталице групе преносили у друге немачке градове у многе градове, а затим одатле слали поштом. Копије су се појавиле у Сарбрикену, Штутгарту, Келну, Бечу, Фрајбургу, Кемницу, Хамбургу, Инзбруку и Берлину . Софи Шол је током свог испитивања у Гестапоу изјавила да је од лета 1942. године циљ Беле руже био да се обрати ширем кругу становништва. Последично, у петом летку, назив групе је промењен из Беле руже у „Немачки покрет отпора“, а стил писања је постао више полемичан и мање интелектуални. Ученици су се током служења војног рока уверили да је рат изгубљен: „ Hitler kann den Krieg nicht gewinnen, nur noch verlängern. – Хитлер не може да добије рат, он може само да га продужи. Они су апеловали да се одрекну „националсоцијалистичког субхуманизма“, империјализма и пруског милитаризма „за сва времена“. Читалац је позван да "Подржи покрет отпора!" у борби за „слободу говора, слободу вероисповести и заштиту појединачног грађанина од арбитрарног деловања злочиначких диктатора-држава“. То су били принципи који ће формирати „темеље нове Европе“.
До краја јануара 1943. битка за Стаљинград је завршена капитулацијом и скоро потпуним губитком Шесте армије Вермахта. У Стаљингграду је Други светски рат направио одлучујући заокрет, инспиришући покрете отпора широм европских земаља које је тада окупирала Немачка. То је утицало и на немачки морал. Дана 13. јануара 1943. избила је студентска побуна на Универзитету у Минхену након говора нацистичког гаулајтера из Минхена и Горње Баварске, у којем је осудио студенте који не служе војску као клеветнике и такође је дао непристојне примедбе студентима. Ови догађаји су охрабрили чланове Беле руже. Када је пораз код Стаљинграда званично објављен, послали су свој шести — и последњи — летак. Тон овог писања, чији је аутор Курт Хубер и ревидиран од стране Ханса Шола и Александра Шморела, био је више патриотски. Наслов "Колеге студенти!" (сада иконични Kommilitoninnen! Kommilitonen! ), објавило је да је дошао „дан обрачуна“ за „најпрезренијег тиранина којег је наш народ икада издржао“. „Мртви из Стаљинграда нас заклињу!“ 
Дана 3., 8. и 15. фебруара 1943. Александар Шморел, Ханс Шол и Вили Граф су лименим шаблонима исписали слогане попут „Доле Хитлер“ и „Слобода“ на зидовима универзитета и других зграда у Минхену.

## Хватање, испитивање у Гестапоу и суђење
Шолови су 18. фебруара 1943. донели кофер пун летака у главну зграду универзитета. Журно су бацали хрпе копија у празне ходнике да их студенти пронађу када напусте учионице. Одлазећи пре него што су предавања завршена, Шолови су приметили да у коферу има неких преосталих копија и одлучили су да их поделе. Софи је бацила последње преостале летке са горњег спрата доле у атријум. Ову спонтану акцију приметио је човек за одржавање универзитета, Јакоб Шмит, који је позвао Гестапо. Врата универзитета су била закључана, а судбина брата и сестре запечаћена. Ханс и Софи Шол су приведени у Гестапо. Нацрт седмог памфлета, који је написао Кристоф Пробст, пронађен је у поседу Ханса Шола у време његовог хапшења од стране Гестапоа . Док се Софи Шол ослободила инкриминишућих доказа пре него што је приведена, Ханс је покушао да уништи нацрт последњег летка тако што га је поцепао и покушао да прогута. Међутим, Гестапо је пронашао довољно тога и успео је да упореди рукопис са другим списима из Пробста, које су пронашли када су претресли Хансов стан. Кристоф је ухваћен 20. фебруара. Главни испитивач Гестапоа био је Роберт Мор, који је у почетку мислио да је Софи невина. Међутим, након што је Ханс признао, Софи је преузела пуну одговорност у покушају да заштити друге чланове Беле руже.
Шоловима и Пробсту је требало да им се суди пред Народним судом — нацистичким „Народним судом“ озлоглашеним по својим неправедним политичким суђењима, која су се најчешће завршавала смртном казном — 22. фебруара 1943. Проглашени су кривима за издају. Роланд Фрајслер, главни судија суда, осудио их је на смрт. Њих тројица су погубљена истог дана гиљотином у затвору Штаделхајм. Под гиљотину је прво отишла Софија, затим Ханс, а затим и Кристоф. Док су Софија и Кристоф ћутали док су умирали, Ханс је викао "es lebe die Freiheit!" (живела слобода) како је сечиво пало.
У ИМЕ НЕМАЧКОГ НАРОДА у акцији против
1. Ханс Фриц Шол, Минхен, рођен у Ингерсхајму, 22. септембра 1918.
2. Софија Магдалена Шол, Минхен, рођена у Форхтенбергу, 9. маја 1921.
3. Кристоф Херман Пробст, из Алдранса у Инзбруку, рођен у Мурнауу, 6. новембра 1919., сада у истражном притвору у вези издајничке помоћи непријатељу, припрема за велеиздају и слабљења оружане безбедности нације, први Сенат Народног суда, на основу суђења одржаног 22. фебруара 1943. године, на коме су официри били: Председник Народног суда Др. Фрејзлер, председавајући, директор регионалног правосуђа Стир, вођа СС групе Брајтхаупт, вођа СА групе Бунге, државни секретар и вођа СА групе Коглмајер, и представља генералног тужиоца у Врховном суду Рајха, Рајх адвокат Вајерсберг,
[Налазимо: да су оптужени у време рата путем летака позивали на саботажу ратних напора и наоружања и на рушење националсоцијалистичког начина живота нашег народа, пропагирали дефетистичке идеје и највише вулгарно оклеветао Фирера, чиме је пружио помоћ непријатељу Рајха и ослабио оружану безбедност нације.
Због тога ће бити кажњени смрћу.
Њихова част и права као грађана су заувек изгубљени.
— Превод је урадио Берлински центар за документе ХК америчке војске Берлинска команда из 1943. декрет против групе „Бела ружа“.
Вили Граф је већ био ухапшен 18. фебруара 1943; у својим испитивањима која су трајала до његовог погубљења у октобру 1943. успешно је покривао остале чланове групе. Александар Шморел је препознат, осуђен и ухапшен 24. фебруара 1943, након што се вратио у Минхен након неуспешног покушаја да отпутује у Швајцарску. Курт Хубер је приведен 26. фебруара и тек тада је Гестапо сазнао за његову улогу у групи Бела ружа.
Друго суђење Белој ружи одржано је 19. априла 1943. године. На суђењу су били Ханс Хирзел, Сусанне Хирзел, Франц Јозеф Милер, Хајнрих Гутер, Еуген Гримингер, Ото Ајхер, Теодор Хекер, Вили Граф, Анелизе Граф, Хајнрих Болингер, Хелмут Бауер и Фалк Харнак. У последњем тренутку, тужилац је додао Траут Лафренц, Гизелу Шертлинг и Катарину Шудекопф. Вили Граф, Курт Хубер и Александар Шморел осуђени су на смрт. Других 11 осуђено је на затворску казну, а Фалк Харнак је ослобођен оптужби, што је било неочекивано, с обзиром да су му брата и сестру убили нацисти због субверзивних активности. Шморел и Хубер су погубљени 13. јула 1943. Вили Граф је држан у самици око седам месеци. За то време је био мучен у покушају да га натерају да се одрекне других имена чланова Беле руже. Никада се није одрекао имена, чак ни када је Гестапо запретио да ће заробити његову породицу ако настави да крије информације. Стрељан је 12. октобра 1943. године. Ханс Конрад Лајпелт је погубљен 29. јануара 1945. године. Био је послат са Универзитета у Хамбургу 1940. године због свог јеврејског порекла, и копирао је и даље дистрибуирао памфлете Беле руже заједно са својом девојком Мари-Луиз Јан. Памфлети су сада носили наслов „И њихов дух живи даље“. 
Треће суђење Белој ружи заказано је за 20. април 1943. године, на Хитлеров рођендан, који је био државни празник у нацистичкој Немачкој. Судија Фрајзлер је намеравао да изрекне смртне казне против Вилхелма Гејера, Харалда Дорна, Јозефа Сенгена и Манфреда Ајкемајера. Пошто није желео да изрекне превише смртних казни у једном суђењу, хтео је да одложи пресуду тој четворици до следећег дана. Међутим, докази против њих су изгубљени, а суђење је коначно одржано 13. јула 1943. године. На том суђењу, Гизела Шетрлинг — која је издала већину пријатеља, чак и маргиналне чланове попут Герхарда Феуерлеа — променила је мишљење и одустала од сведочења против свих њих. Пошто Фрајзлер није председавао трећим суђењем, судија је због недостатка доказа ослободио све осим Сенгена, који је осуђен на шест месеци затвора. Након ослобађајуће пресуде 19. априла, Траут Лафренц је поново ухапшена. Последњу годину рата провела је у затвору. Суђења су одлагана и премештана на различите локације због савезничких ваздушних напада. Суђење јој је коначно заказано за април 1945. године, након чега би вероватно била погубљена. Три дана пре суђења, међутим, савезници су ослободили град у којем је била заточеница, и тако јој спасили живот.

## Реакције у Немачкој и иностранству током Другог светског рата
Наде чланова Беле руже да ће пораз код Стаљинграда подстаћи немачку опозицију против нацистичког режима и ратних напора нису се обистиниле. Напротив, нацистичка пропаганда је искористила пораз да позове немачки народ да пригрли „ тотални рат “. Случајно, 18. фебруара 1943, истог дана када су ухапшени Софи и Ханс Шол и Вили Граф, нацистички министар пропаганде Јозеф Гебелс је одржао говор на Спортпаласту, а публика је одушевљено аплаудирала.
Убрзо након хапшења браће и сестара Шол и Кристофа Пробста, новине су објавиле свеобухватне билтене у потрази за Александром Шморелом. 22. фебруара 1943. окупили су се минхенски студенти и званично протестовали против „ издајника “ који су долазили из њихових редова. Гестапо и нацистичка јурисдикција документовали су у својим досијеима своје виђење чланова Беле руже као „издајника и дефетиста “. Дана 23. фебруара, званичне новине Нацистичке партије, Волкисцхер Беобацхтер и локалне новине у Минхену  укратко су известиле о хапшењу и погубљењу неких „ дегенерисаних лопова“. Међутим, мрежа пријатеља и присталица се показала као превелика, тако да гласине о Белој ружи више нису могле да потискују званичници нацистичке Немачке. Даља кривична гоњења су се одвијала до краја Другог светског рата, а немачке новине су наставиле да извештавају, углавном у кратким белешкама, да је више људи ухапшено и кажњено. Дана 15. марта 1943. године, у извештају Сицхерхеитсдиенст -а из Сцхутзстаффела наводи се да су гласине о летцима прошириле „значајне немире “ међу немачким становништвом. У извештају је изражена посебна забринутост због чињенице да њихови проналазачи нису предавали летке нацистичким властима тако брзо као што су то били у прошлости.
Дана 18. априла 1943, Њујорк тајмс је поменуо студентску опозицију у Минхену. Лист је такође објавио чланке о првим суђењима Белој ружи 29. марта 1943. и 25. априла 1943. Иако нису тачно забележили све информације о отпору, суђењима и погубљењу, они су били прво признање Белој ружи у Сједињеним Државама.
Дана 27. јуна 1943. немачки писац и нобеловац Томас Ман, у својим месечним антинацистичким емисијама Би -Би-Сија под називом "Deutsche Hörer!" („Немачки слушаоци!“) високо је похвалио храброст чланова Беле руже. Пропаганда Совјетске армије издала је летак, који су каснији истраживачи погрешно приписали Националном комитету за слободну Немачку, у част борбе Беле руже за слободу.
Текст шестог летка Беле руже прокријумчарио је из Немачке преко Скандинавије у Уједињено Краљевство немачки адвокат и члан Креисау круга Хелмут Џејмс Граф фон Молтке . У јулу 1943. године, копије су бачене изнад Немачке од стране савезничких авиона, под називом „Манифест минхенских студената“. Тако је деловање Беле руже постало широко познато у Немачкој у Другом светском рату, али, као ни други покушаји отпора, није успело да изазове широко распрострањено активно противљење тоталитарном режиму међу немачким становништвом. Међутим, она је и даље била важна инспирација за акције индивидуалног или мањег отпора током последњих година рата.

## Историја истраживања
Дуги низ година примарни извори за истраживање били су ограничени на оне које су дали чланови Беле руже и њихове присталице. Међу њима је била комеморативна књига Инге Шол из 1952. „Бела ружа“, сачувани примерци памфлета, писма и дневници Софи и Ханса Шола  и Вилија Графа  и других људи који су непосредно познавали активности групе. Са крајем комунизма у Совјетском Савезу и Немачкој Демократској Републици почетком 1990-их, протоколи испитивања Гестапоа и други документи нацистичких власти постали су јавно доступни. Протоколи са испитивања били су део докумената Volksgerichtshofа, заплењени су од стране совјетске Црвене армије и донети у Москву. Овде су се чувале у тајности у посебној архиви. Након оснивања Немачке Демократске Републике, највећи део нацистичких докумената је предат влади Источне Немачке, осим докумената који се тичу Александра Шморела, који је рођен у Русији. Документи су дистрибуирани између Централног архива Комунистичке Социјалистичке партије Немачке и архиве Министарства државне безбедности . Са поновним уједињењем Немачке, документи су пребачени у Савезни архив Немачке у Берлину и коначно објављени. Документи који се тичу Александра Шморела и даље остају у Државном војном архиву Русије, али су у потпуности преписани и објављени у немачком/руском издању.

## Споменице и заоставштина
Са падом нацистичке Немачке, Бела ружа је постала опозиција тиранији у немачкој психи и била је хваљена због деловања без интереса за личну моћ или самовеличање. Њихова прича је постала толико позната да је композитор Карл Орф тврдио (по неким причама лажно)  својим савезничким испитивачима да је био један од оснивача Беле руже и да је пуштен. Био је лично упознат са Хубером, али нема доказа да је Орф икада био умешан у покрет.
Дана 5. фебруара 2012. године Александра Шморел је канонизован за новог мученика од стране Православне цркве .
Трг на коме се налази централна сала Минхенског универзитета назван је „ Гесцхвистер-Шол-Платз “ по Хансу и Софи Шол; трг насупрот њему је „Професор-Хубер-Плац”. Две велике фонтане су испред универзитета, једна са обе стране Лудвиг штрасе. Фонтана испред универзитета посвећена је Хансу и Софији Шол. Други, преко пута, посвећен је професору Хуберу. Многе школе, улице и друга места широм Немачке носе имена у знак сећања на чланове Беле руже.
У Паризу, средња школа 17. арондисмана (collège La Rose Blanche), је названа по Белој ружи, а јавни парк одаје почаст Хансу и Софи Шол.
Једна од водећих немачких књижевних награда зове се Geschwister-Scholl-Preis (награда „Шол Сиблингс”). Исто тако, астероид 7571 Веиссе Росе је назван по групи.
Сала за предавања Медицинске академије Бундесвера у Минхену добила је име по Хансу Шолу 2012. Заједничка медицинска служба Бундесвера, названа касарна северно од Минхена по Кристофу Пробсту на његов 100. рођендан 2019.